# Chapelle Notre-Dame-de-l'Assomption de Courchevel
La chapelle Notre-Dame-de-l'Assomption est une chapelle située en France sur la commune de Saint-Bon-Tarentaise, dans le département de la Savoie en région Auvergne-Rhône-Alpes.
La chapelle est construite dans les années 1950 avec le développement de la station de sports d'hiver de Courchevel, la chapelle étant située dans le village de Courchevel 1850.
Elle fait l'objet d'une inscription au titre des monuments historiques depuis le 17 janvier 2005 et est en outre labellisée « Patrimoine du XXe siècle » depuis 2003.

## Histoire
Conçue en 1953 par Denys Pradelle et Jean Prouvé, la chapelle Notre-Dame de l'Assomption connaît plusieurs phases de construction. En effet, la première tranche de travaux débute en 1953 tandis que la sacristie est réalisée à partir de 1955. Terminée à la fin des années 1950, la chapelle est ensuite bénite le 13 août 1961.
En 1970, la chapelle fait l'objet d'une double extension : latérale par le déplacement de la façade vitrée orientée au sud-ouest et longitudinale par l'adjonction d'un porche d'entrée sur les plans de l’architecte Philippe Quinquet.
Enfin, un clocher indépendant de la chapelle (hors-œuvre) est édifié sur la chapelle en 1992, année des Jeux olympiques d'hiver à Albertville.

## Description
La chapelle Notre-Dame de l'Assomption de Courchevel 1850 est bâtie sur un seul niveau ; elle possède une nef à vaisseau unique, abritée par un toit à un pan. Sa façade sud est vitrée, une partie étant fixe et l’autre coulissante de manière un agrandissement extérieur aménagé de gradins.
Le clocher, ou clocher-mur, a été bâti postérieurement et indépendamment de la chapelle, à quelques mètres de celle-ci.

## Patrimoine
La chapelle est recensée au sein de l'inventaire général du patrimoine culturel du ministère de la Culture.
Elle est labellisée « Patrimoine du XXe siècle » depuis 2003 et fait l'objet d'une inscription à l’inventaire supplémentaire des monuments historiques depuis le 17 janvier 2005.